# Анапанасати
Анапанасати (пали: IAST: ānāpānasati) переводится как «памятование о дыхании» или «осознанность к дыханию». Анапанасати — это практика осознанного созерцания процесса дыхания. Практика памятования о дыхании занимает одно из важных мест среди методов буддийской медитации. Смысл практики анапанасати заключается не просто в анализе дыхательного процесса, а в достижении сочетания опыта тела и ума, при котором дыхание становится посредником между ними.

## Методика
Практика анапанасати основана на универсальных принципах и подходит всем людям. Именно поэтому анапанасати рекомендуется как наилучшая точка отсчёта для любого вида медитации. Анапанасати может также рассматриваться как основа любой медитации, так как именно с помощью дыхания «мы способны вступить в контакт со всеми нашими физическими и психическими способностями и поставить их в связь с нашим сознательным умом».
Практика анапанасати — это, прежде всего, тренировка внимания, а не дыхательное упражнение в ключе пранаямы, дыхательной гимнастики в йоге. В буддийских практиках с дыханием намеренные воздействия не совершаются. Наблюдая за естественным течением дыхания, практикующий гармонизирует своё общее состояние. Внимательность по отношению к дыханию оказывается одним из факторов физического и психического здоровья в целом.
При целенаправленных занятиях в дальнейшем анапанасати позволяет осуществить практику более глубоких уровней медитации, таких как дхьяна и самадхи. Превращение процесса дыхания из автоматической функции тела в сознательную позволяет использовать её в дальнейшем как посредника духовных сил.
Методика практики анапанасати проста на начальном этапе настолько, что её может выполнять даже самый новоиспеченный последователь. Однако, при всей видимой простоте техники, сосредоточить внимание на дыхании удаётся далеко не сразу. Дыхание зачастую так же неупорядоченно, как и поток мыслей в сознании. Но при направлении внимания на дыхание, теряется его естественный ритм. Сложность состоит в том, чтобы не начать управлять дыханием, а спокойно следить за его течением. Поначалу для того чтобы не сбиться, медитирующий считает вдохи и выдохи. С одной стороны, цифры помогают сосредоточить внимание на дыхании и не отвлекаться на другие мысли, но и таят опасность привлечь внимание к себе как объекту.
Среди главных условий практики подчёркивается естественность процесса дыхания. Медитирующего предостерегают от задержки дыхания, а также от придания ему определённого ритма. Основная задача анапанасати — не препятствовать дыханию и наблюдать за ним, не пытаясь повлиять на его ход. При выполнении упражнения точка внимания удерживается на месте соприкосновения воздуха с телом, то есть на ноздрях. Избежание преднамеренности — одна из важных черт успешности осуществления практики анапанасати. Наиболее предпочтительной при практике анапанасати считается поза «лотос» со скрещёнными ногами. В «Анапанасати-сутте» указано, что правильно выбранная поза и место для практики играют не последнюю роль. Предпочтительной является практика под руководством опытного учителя, так как любая медитация требует индивидуального подхода. Однако, избегая крайностей, человек может достичь определённых результатов и будучи один.

## Результаты
Научные данные в области психологии о положительном эффекте от данной практики медитации отсутствуют. Тем не менее, предполагается что практика внимательности к дыханию прежде всего благоприятствует телесному и душевному успокоению. Регулярность выполнения анапанасати способствует развитию способности длительное время удерживать внимание на дыхании. Одним из результатов практики является осознание медитирующим начальной, средней и конечной фаз дыхания и его длительности во времени. Также, по отзывам некоторых практикующих, наблюдается обострение внимания, усиление сосредоточенности и различение тонких граней внимательности. Дальнейшей целью медитирующего становится удержание осознанности в течение всех трёх фаз. Заключительное упражнение ставит цель в устранении беспокойства и напряжения в теле. В дальнейшем для медитирующего очевидным становится разделение дыхание на два процесса: телесный и психический. Практика способствует одновременному восприятию обоих процессов.
Но один из главных результатов практики анапанасати — это «осознание того, что процесс дыхания представляет собой связующее звено между сознательным и бессознательным, грубо- и тонкоматериальным, волевыми и не-волевыми функциями и поэтому — более совершенное выражение всей жизни».

## Сосредоточение на дыхании инейробиология
Исследования в течение 15 лет показали, что продолжительные занятия медитацией значительно меняют работу и структуру мозга, а также существенно влияют на биологические процессы, важные для физического здоровья. Более 100 буддистов, монахов и мирян, приняли участие в экспериментах в Висконсинском Университете в Мадисоне и в 19 других университетах.
Венди Хазенкамп (Wendy Hasenkamp), Университет Эмори, вместе с коллегами использовала томографию для выявления участков активности головного мозга во время медитации. Также, для регистрации активности мозга использовалась электроэнцефалограмма.
Испытуемые, находясь в томографе, сосредотачивались на ощущениях при дыхании. Когда внимание начинает ускользать, медитирующий должен распознать это, и вернуться к сосредоточенности на вдохе и выдохе. В данном исследовании испытуемый в момент обнаружения потери внимания должен был нажимать на кнопку, чтобы подать сигнал. Таким образом, был выявлен цикл из четырёх этапов: ускользание внимания, момент осознания отвлечения, переориентация внимания, возобновление сосредоточенного внимания. И на каждом из этих четырёх этапов активны разные участки мозга.
На первом этапе во время отвлечения усиливается активность областей, образующих сеть пассивного режима работы мозга. Это медиальная прифронтальная зона коры, задняя поясная кора, предклинье, нижняя теменная долька, латеральная область височной коры. Известно, что во время активности этих структур происходит «витание в облаках». Они отвечают за формирование и поддержание внутренней модели мира, основанной на долговременной памяти о себе и окружающих.
На втором этапе, когда осознаётся отвлечение, активируются передняя часть островка и передняя поясная кора. Эти структуры образуют сеть, отвечающую за познавательные функции и эмоции, и связаны с субъективно воспринимаемыми чувствами, отвлекающими во время выполнения какого-либо задания. Предполагается, что эти области играют ключевую роль в выявлении новых событий и в переключении между разными сетями нейронов.
На третьем этапе, когда внимание «отцепляется» от отвлекающих стимулов и возвращается на объект, выявляются дополнительные области активности: дорсолатеральная префронтальная кора и нижнелатеральная часть теменной доли.
На четвёртом этапе выявляется высокий уровень активности в дорсолатеральной префронтальной коре, что позволяет удерживать внимание на заданной цели. В данном случае — на дыхании.
В Висконсине в ходе исследований выяснилось, что люди, практикующие долгое время медитацию сосредоточения, справляются с заданиями на внимательность успешнее, чем те, кто медитацией не занимался. Отмечается, что при выполнении заданий на внимательность электрическая активность мозга у людей, имеющих опыт медитации, более стабильна.
Сравнивая картины активности мозга людей, медитировавших в своей жизни десятки тысяч часов, и тех, кто практикует это недавно, можно сделать вывод, что такие методы тренировки сознания могут дать когнитивные и эмоциональные преимущества. Это согласуется с данными нейробиологии о том, что взрослый мозг может значительно меняться под воздействием опыта. Данное явление называется нейропластичностью.
Цели медитации пересекаются с некоторыми задачами клинической психологии, психиатрии, профилактической медицины и образования.